# Литвинский, Дмитрий
Дмитрий Литвинский (латыш. Dmitrijs Litvinskis, 17 августа 1999, Латвия) — латвийский футболист, защитник.

## Карьера
С 2015 года выступал за «Даугавпилс», провёл 8 матчей в высшей лиге Латвии. В марте 2018 года перешёл в «Вентспилс», в первом сезоне сыграл только 3 матча. С 2019 года стал игроком стартового состава клуба. После расформирования «Вентспилса» вернулся на один сезон в «Даугавпилс». В 2023 году перешёл в «Лиепаю», но не сыграл ни одного матча и завершил карьеру.
В 2017 году дебютировал за сборную Латвии (до 19 лет) в отборочном турнире чемпионата Европы 2018. Сыграл за неё 6 матчей в отборочном турнире и 20 матчей всего. Вызывался в сборную до 21 года, дебютировал в товарищеской игре против сверстников из Украины.